# Marcel Proust
(M. Proust, da Il tempo ritrovato)
Valentin Louis Georges Eugène Marcel Proust ([ˈprust]; in francese: [maʁsɛl pʁust]; Parigi, 10 luglio 1871 – Parigi, 18 novembre 1922) è stato uno scrittore, saggista, critico letterario e poeta francese, la cui opera più nota è il monumentale romanzo Alla ricerca del tempo perduto (À la recherche du temps perdu) pubblicato in sette volumi tra il 1913 e il 1927.
La sua vita si snoda nel periodo compreso tra la Comune di Parigi e gli anni immediatamente successivi alla prima guerra mondiale; la trasformazione della società francese in quel periodo, con la crisi dell'aristocrazia e l'ascesa della borghesia durante la Terza Repubblica francese, trova, nell'opera maggiore di Proust, un'approfondita rappresentazione del mondo dell'epoca in questione.
L'importanza di questo autore, considerato uno dei maggiori scrittori della letteratura mondiale, è legata alla potenza espressiva e comunicativa della sua originale scrittura, ed alle minuziose descrizioni dei processi interiori, legati al ricordo,al sentimento umano e alle sensazioni; la Recherche infatti è un viaggio nel tempo e nella memoria che si snoda tra vizi e virtù.

## Biografia

### La famiglia

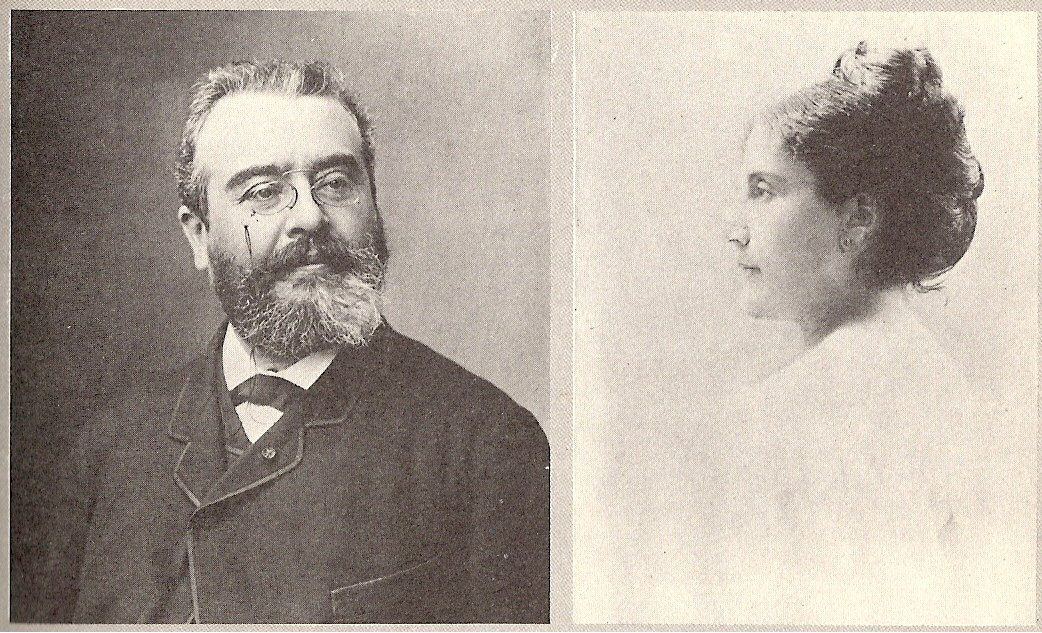
I genitori di Marcel, Adrien Proust e Jeanne Weil

I luoghi dell'infanzia di Marcel, la casa della famiglia paterna a Illiers e quella della famiglia materna in Alsazia, sono molto importanti per capire la sua personalità e la sua opera.
Il comune di Illiers (nel dipartimento della Eure-et-Loir), che ha cambiato il nome in Illiers-Combray in occasione del centenario della nascita di Marcel, una piccola cittadina a 114 km da Parigi e a 25 km da Chartres, sarà tra il 1877 e il 1880 il luogo delle vacanze di Pasqua e, a volte, dell'estate della famiglia di Marcel.
Il nonno paterno, Louis Proust (1801-55), aveva una bottega di spezie sulla piazza del paese di fronte alla chiesa e aveva sposato intorno al 1827 Virginie Torcheaux (1808-89). Nel 1828 era nata Elisabeth, la zia, e nel 1834 Adrien, il padre di Marcel. Egli non menzionò mai nei suoi scritti i nonni paterni, e la casa delle vacanze, che avrà tanta parte nella Recherche, è quella della zia Elisabeth che aveva sposato Jules Amiot, commerciante di stoffe. La casa esiste tuttora ed è stata trasformata in museo.
Adrien Proust (1834-1903), dopo essersi diplomato con una borsa di studio al liceo di Chartres, va a Parigi a studiare medicina: si laurea a pieni voti e inizia una carriera medica di successo come primario e professore universitario; riceve importanti incarichi dal governo per prevenire, mediante le stazioni di quarantena, il diffondersi del colera in Europa e, intorno al 1860-70, diventa un luminare nel campo dell'igiene.
All'epoca di Marcel, Auteuil era un borgo alle porte di Parigi, ora completamente inglobata nella metropoli, luogo di villeggiatura fuori porta per ricche famiglie borghesi. Jeanne Weil (1849-1905), la madre di Marcel, discendeva da un'agiata famiglia ebraica di origine alsaziana, il nonno materno, Nathan Weil (1814-96), era un agente di cambio. La nonna materna Adèle Berncastel (1824-90), amante della musica e della letteratura (appassionata delle lettere di Madame de Sévigné), trasmetterà insieme alla figlia Jeanne, l'amore per la lettura e per le opere d'arte al nipote.

### L'infanzia

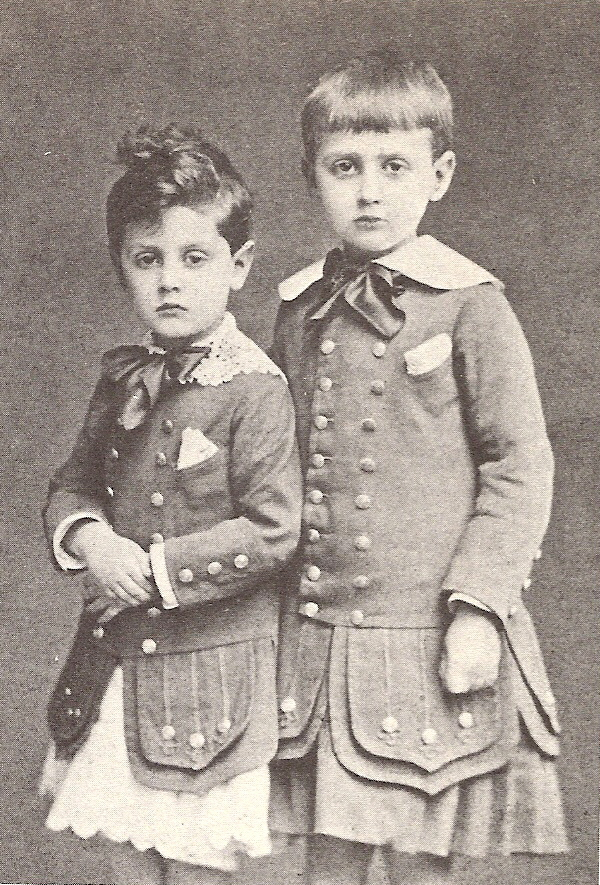
Marcel e il fratello Robert

Nel 1873, quando Marcel ha 2 anni, nasce il fratello Robert (1873-1935) che seguirà le orme paterne diventando anche lui un medico di successo. Anche se per tutta la vita nutrì un profondo affetto per il fratello, non c'è traccia di Robert nella sua opera.
Nella Recherche le due località sono sovrapposte, la descrizione della casa della zia Léonie a Combray corrisponde a quella di Illiers ma molte situazioni, come la famosa scena del bacio della mamma, sono accadute ad Auteil, e i personaggi dei nonni e dei prozii sono ispirati a quelli materni.
Tutti gli anni, la famiglia di Marcel prendeva il treno il venerdì santo per passare le vacanze pasquali a casa degli zii. Una parte importante del soggiorno a Illiers erano le passeggiate per le campagne; erano essenzialmente due: una più breve in direzione di Méséglise, che egli poi chiamò la strada di Swann, ed una più lunga, la strada dei Guermantes.
A nove anni, Marcel ha un primo gravissimo attacco di asma, la malattia che lo tormenterà per tutta la vita, attribuita dai medici a cause psicosomatiche e aggravata dal diffondersi dei pollini in primavera. A quel tempo l'asmatico era considerato semplicemente "nerveux" (nervoso), e spesso i medici raccomandavano ai loro pazienti semplicemente di "darsi una calmata".
Più tardi, per la salute cagionevole di Marcel, iniziarono i soggiorni al mare, in varie località della Normandia come Trouville e Cabourg.

### Gli studi

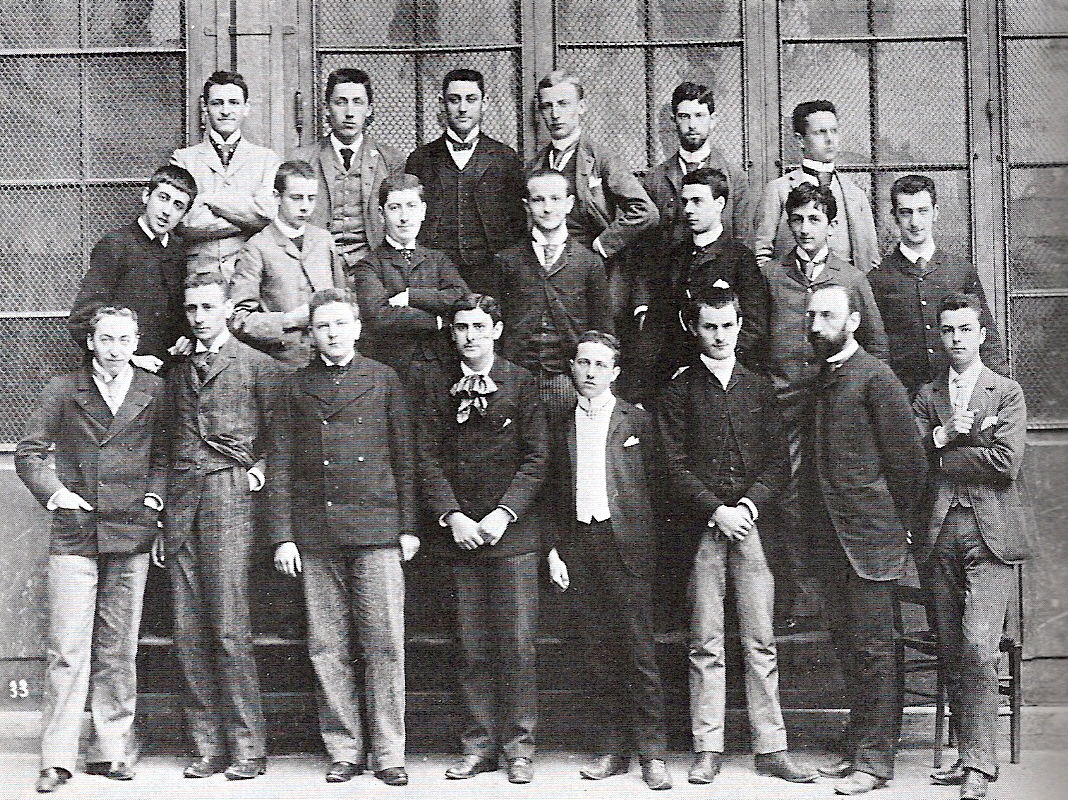
La classe di filosofia al Liceo Condorcet (1888-1889). Marcel è il primo a sinistra in seconda fila.

Dopo aver frequentato con ottimi risultati il Liceo Condorcet ed aver conseguito il premio d'onore nella dissertazione di francese agli esami di baccalaureato nel 1889, Proust si arruolò come volontario nel 76º Reggimento di fanteria di stanza ad Orléans.
L'esperienza militare, anche se terminata in modo deludente, perché non venne considerato idoneo alla prosecuzione del servizio essendosi classificato penultimo del suo corso, corrisponde a un periodo di un certo benessere fisico: sia nel corpo sia nella sfera più profonda degli affetti, un tentativo di diventare come tutti gli altri. Tuttavia, le sue condizioni di salute non sono così buone: sa ormai di essere malato di asma cronica e inguaribile. Sarà nel personaggio del suo primo romanzo, Jean Santeuil, che egli rifletterà questa coscienza della salute perduta. , ma già in Jean Santeuil vi sono dei passaggi di cui si riconoscono in personaggi femminili le figure reali di giovani amici di Proust, come Lucien Daudet. A questo processo di mascheramento lo scrittore ricorrerà anche in seguito, e in Albertine, personaggio della Recherche, è riconoscibile una trasposizione della vicenda di Alfred Agostinelli, prima "prigioniero" dell'amore di Proust, poi "fuggitivo" verso un destino di morte.

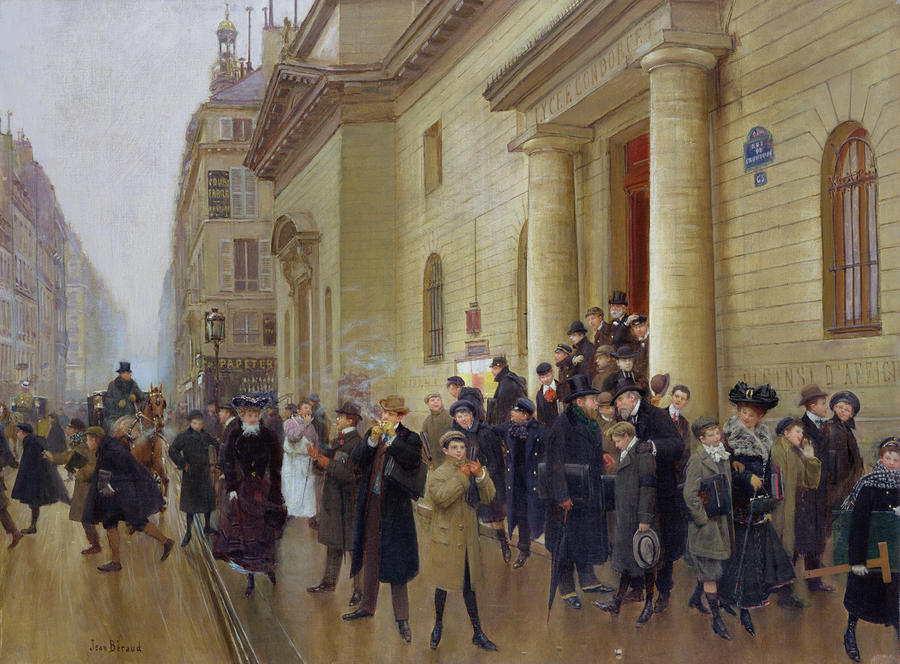
Il liceo Condorcet

Certamente questo sforzo continuo di mascherare la sua inclinazione lo tiene in costante tensione e farà dire più tardi ad André Gide che nei colloqui con Proust questi si rimproverava per «questa indecisione, che, per nutrire la parte eterosessuale del suo libro, gli aveva fatto trasporre à l'ombre des jeunes filles tutto ciò che i suoi ricordi di omosessuale gli proponevano di grazioso, di tenero e di affascinante, di modo che non gli era restato più per Sodoma che del grottesco e dell'abbietto».
Concluso il servizio militare, seguì alla École libre de sciences politiques le lezioni dello storico Albert Sorel (che non lo giudicò positivamente); a Parigi, mentre il grande filosofo era ancora professore di Liceo, frequentò alcune conferenze di Henri Bergson, suo cugino acquisito, che dal 1900 sarebbe approdato al Collège de France. Proust più tardi negò che la sua opera fosse influenzata dal pensiero del filosofo. Alla laurea in legge, nel 1893, seguì un breve periodo di pratica presso uno studio legale, che valse a Proust la convinzione che quella non fosse affatto la sua strada.

### La giovinezza
Proust iniziò molto giovane a frequentare gli ambienti raffinati dell'alta borghesia e dell'aristocrazia, grazie alla posizione sociale ed economica della sua famiglia. Incontrò scrittori in vista, tra i quali probabilmente Paul Valéry e André Gide; nel salotto di Madeleine Lemaire, che frequentava insieme all'amico musicista Reynaldo Hahn, conobbe Robert de Montesquiou, di famiglia illustre, colto ed elegante, notoriamente omosessuale. Montesquiou, al quale già si era ispirato Joris Karl Huysmans per il protagonista del romanzo À rebours (Controcorrente), fornì a Proust molti elementi per il personaggio del barone Charlus nella Recherche.

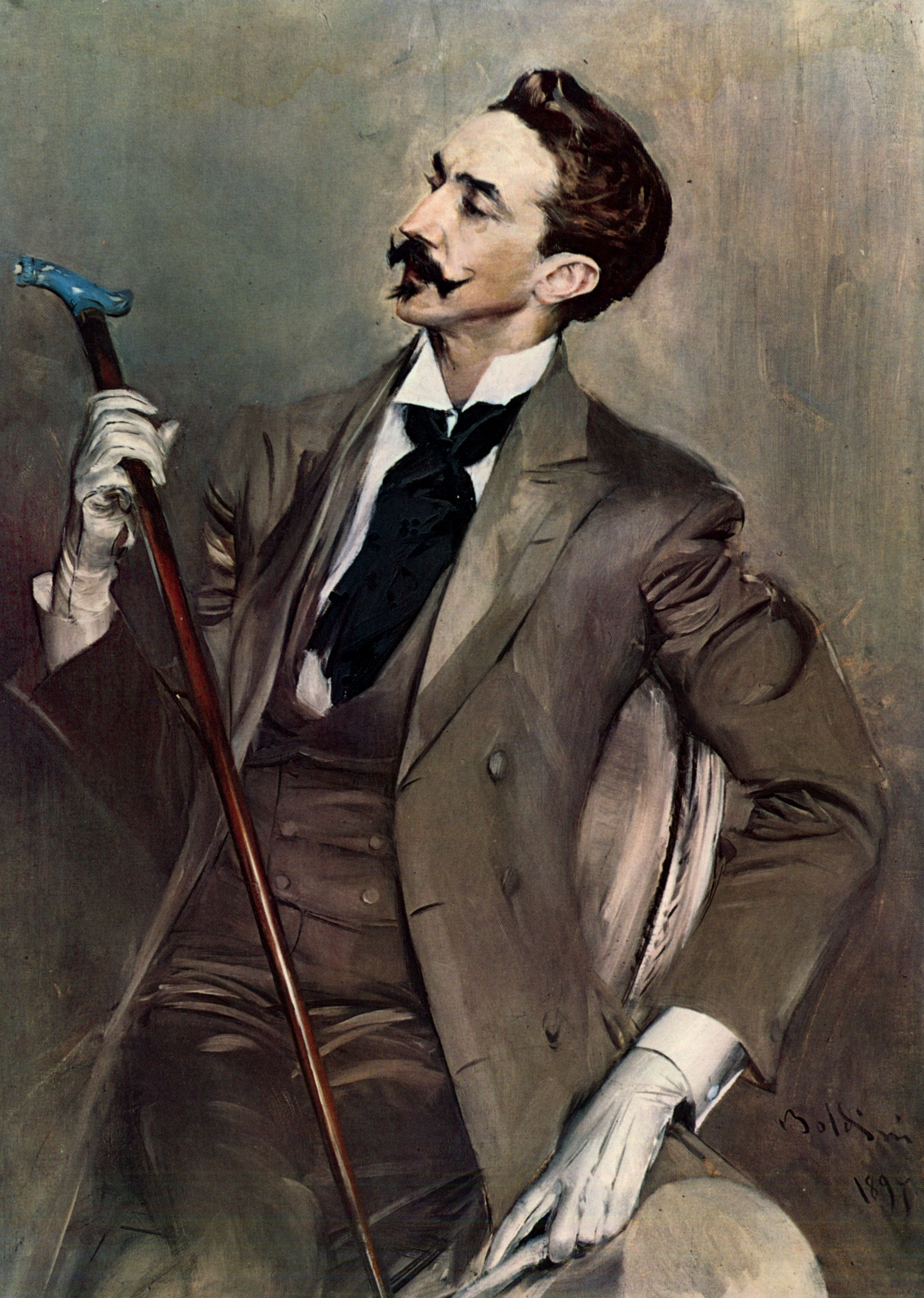
Giovanni Boldini, Ritratto del conte Robert de Montesquiou, modello del barone Charlus della Recherche

Da un'altra figura delle cronache mondane, la contessa Elisabeth Greffulhe, nata Caraman-Chimay (cugina di Montesquiou), Proust trasse spunti per i personaggi della duchessa Oriane de Guermantes e della principessa di Guermantes.
In questi anni coltivò le sue ambizioni letterarie: nel 1894 pubblicò I piaceri e i giorni (Les Plaisirs et les Jours), raccolta di prose poetiche, ritratti e racconti, in cui egli appare uno scrittore promettente. Tuttavia l'opera, illustrata dall'apprezzata acquerellista Madeleine Lemaire, passò quasi inosservata, e fu accolta con severità da alcuni critici, primo fra tutti lo scrittore e giornalista Jean Lorrain, che fece anche velenose insinuazioni sulle amicizie maschili di Proust, in particolare sul legame con il diciassettenne Lucien Daudet, figlio dello scrittore Alphonse Daudet. Ne nacque un duello alla pistola, che finì senza ferite ma causò disagio e dolore nell'autore esordiente. Egli fu da quel momento considerato un dilettante; questa fama si mantenne fino alla pubblicazione dei primi volumi della Recherche.

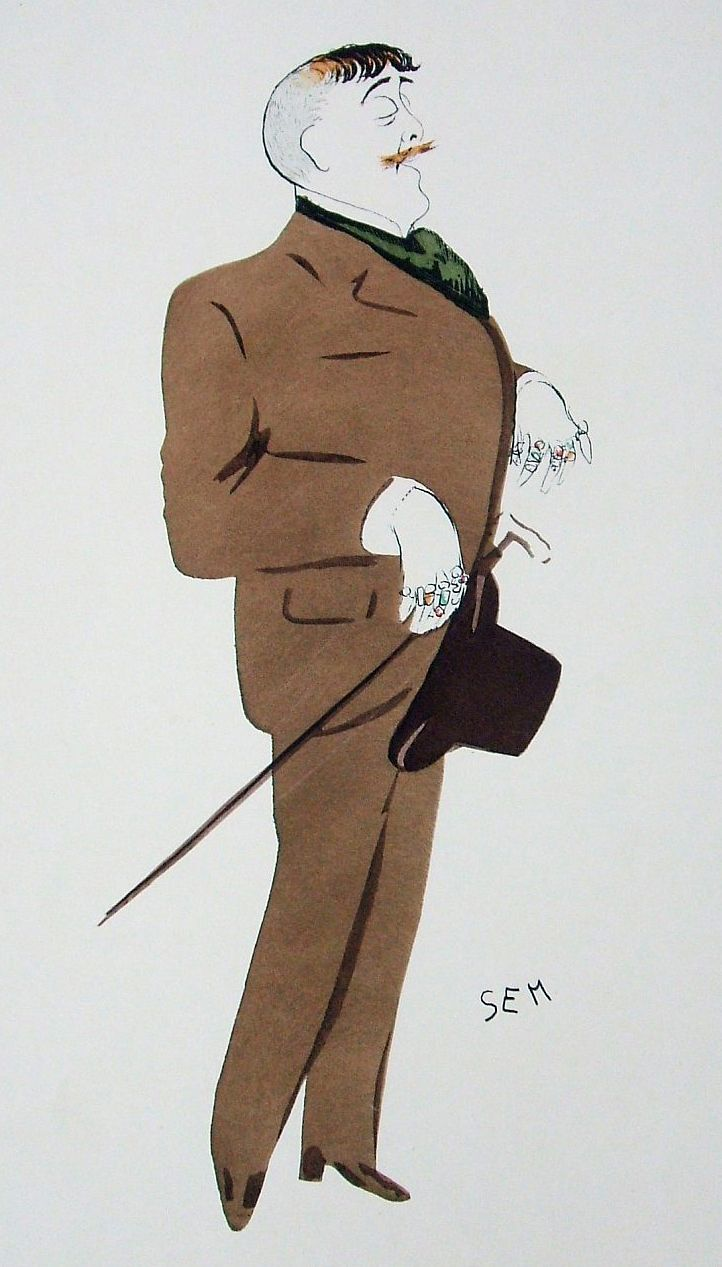
Jean Lorrain. Caricatura di Sem (Georges Goursat, 1863-1934).

Nel 1896, su pressioni del padre, trovò un incarico come volontario presso la Bibliothèque Mazarine; ben presto però ottenne un congedo per malattia, che venne prolungato per alcuni anni, finché fu considerato dimissionario. Continuò a vivere nell'appartamento dei suoi genitori (in Boulevard Malesherbes) fino alla morte di essi.
Nell'estate del 1895 aveva intrapreso la redazione di un romanzo sulla vita di un giovane appassionato di letteratura nella Parigi elegante di fine secolo. Pubblicato postumo nel 1952, il libro, intitolato Jean Santeuil dal nome del personaggio principale, è rimasto incompiuto.
Proust vi rievoca l'affare Dreyfus, del quale fu un testimone diretto, assistendo al processo. Fu uno dei primi sostenitori di una petizione a favore del capitano francese accusato di tradimento, e la fece firmare ad Anatole France, con il quale Proust aveva in comune di dichiararsi ateo.
Inoltre a seguito del J'accuse di Zola, lo scrittore viene condannato per questo atto e posto a processo. Proust seguirà il processo di Zola sino alla sua conclusione.
Verso il 1900 abbandonò la stesura di questo romanzo per dedicarsi alla lettura delle opere di Thomas Carlyle, Ralph Waldo Emerson, Henry David Thoreau e di John Ruskin, scrittore, critico d'arte e studioso di estetica.

### Traduzioni, articoli, saggi
Proust iniziò a tradurre le opere di Ruskin nel 1900, dopo la morte dello scrittore, avvalendosi in maniera considerevole della perizia in inglese di sua madre Jeanne Weil e, soprattutto, dell'amica Marie Nordlinger, di madrelingua inglese e cugina di Reynaldo Hahn, amico di Proust. L'opera di Ruskin ebbe tale importanza per lui che Proust dichiarò di conoscere "a memoria" alcuni suoi libri, compresi The Seven Lamps of Architecture, The Bible of Amiens e Praeterita.

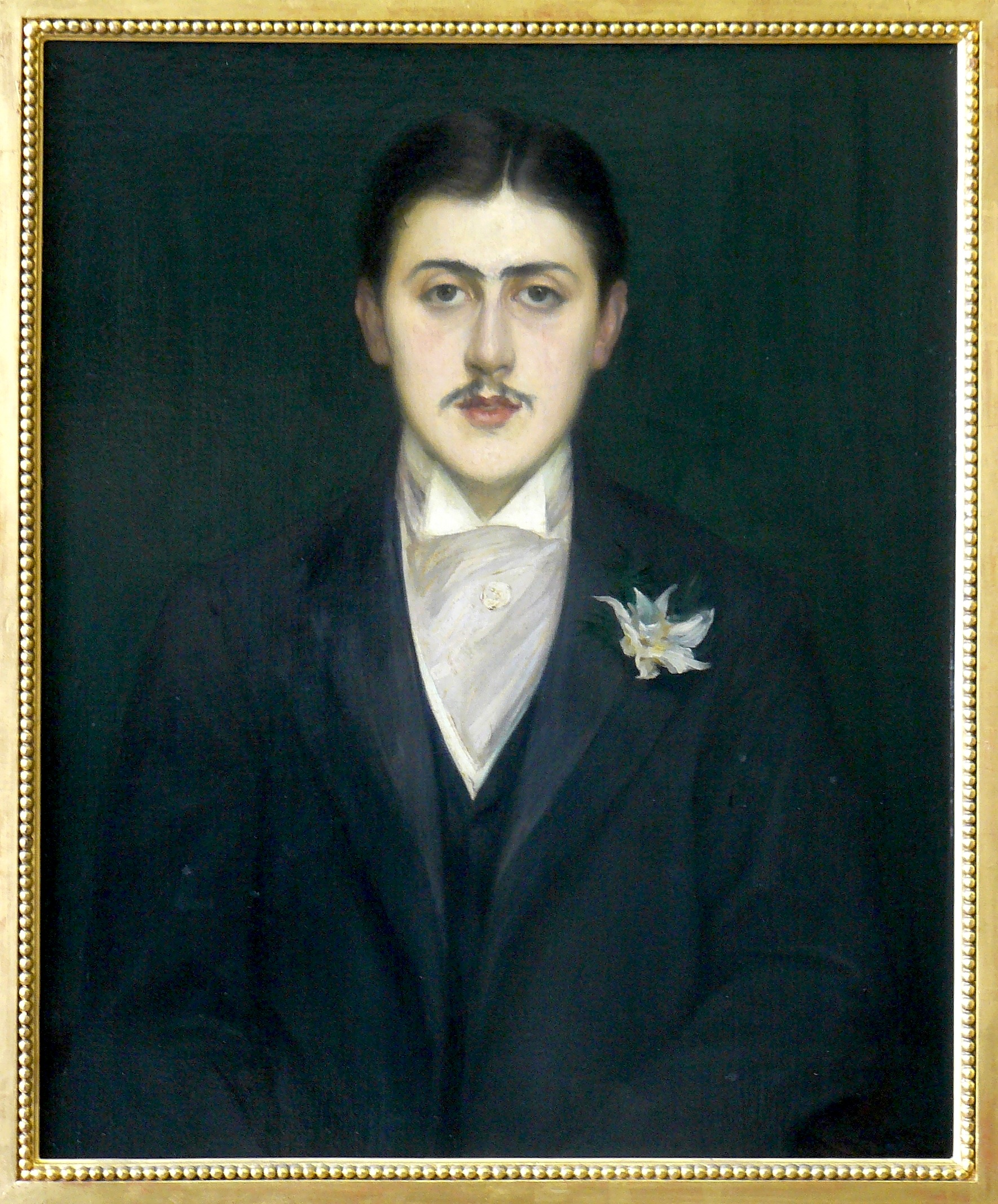
Jacques-Émile Blanche, Ritratto di Marcel Proust

Dato che non padroneggiava bene la lingua inglese, lavorò sulla base di una prima traduzione letterale fatta dalla madre, per poi elaborarla in francese raffinato con l'aiuto dell'amica Marie Nordlinger, cugina di Reynaldo Hahn. Pubblicò nel 1904 La Bible d'Amiens, e nel 1906 Sésame et les lys. Queste traduzioni furono accolte favorevolmente dai critici, come Henri Bergson, ma non ebbero successo editoriale. Sono tuttavia importanti per le ricche prefazioni e le note dettagliate che accompagnano il testo (Proust aveva compiuto dei "pellegrinaggi ruskiniani" nel nord della Francia, ad Amiens, e soprattutto a Venezia dove si recò con la madre). Numerosi altri viaggi furono compiuti da Proust insieme ad un nuovo amico, Bertrand de Salignac-Fénelon, che darà origine al personaggio di Saint-Loup nella Recherche.
Nel corso del lavoro di traduzione, Proust si distaccò progressivamente da Ruskin, fino a criticarne le posizioni estetiche. Cominciò così a elaborare la propria teoria sull'arte e sul ruolo dell'artista nella società. Proust rimprovera a Ruskin la sua "idolatria estetica" e afferma che l'opera d'arte dev'essere amata per sé stessa e non perché viene citata da uno scrittore. Questi giudizi sono affidati, nella Recherche, a due personaggi centrali come Swann e Charlus.
Proust soffrì per la morte del padre (26 novembre 1903) e soprattutto per la perdita della madre (26 settembre 1905), che lo lasciò a lungo in uno stato di prostrazione. Dopo la loro morte Proust preferì non ricevere più gli amici in casa propria e prese l'abitudine di fare inviti e di soggiornare anche per settimane intere all'Hôtel Ritz in Place Vendôme, uno degli alberghi più lussuosi di Parigi; ancora oggi questo albergo conserva al primo piano una stanza dedicata a Marcel Proust.

### Gli amici di Marcel Proust

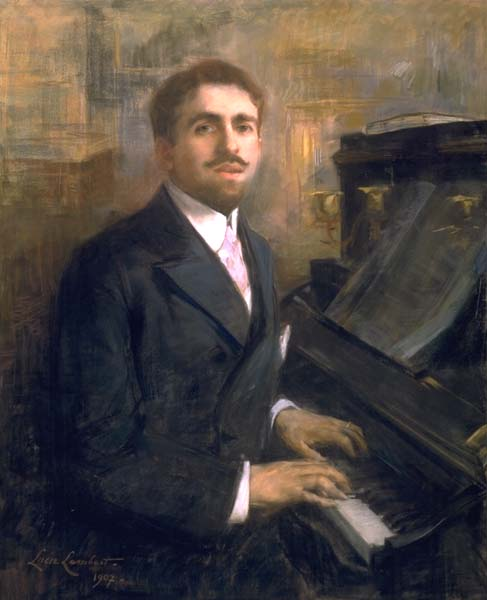
Reynaldo Hahn

Per meglio capire come Proust sia potuto arrivare a comprendere fino in fondo l'animo umano può anche essere d'aiuto ricordare i più importanti tra i suoi amici. I lunghi anni trascorsi in società gli hanno procurato la cattiva fama di dilettante snob, in realtà egli ha utilizzato tutta la sua esperienza mondana per comporre la grande opera: nella miriade di personaggi sono stati utilizzati dettagli fisici, morali e comportamentali osservati per lunghi anni.

### I luoghi di Marcel Proust

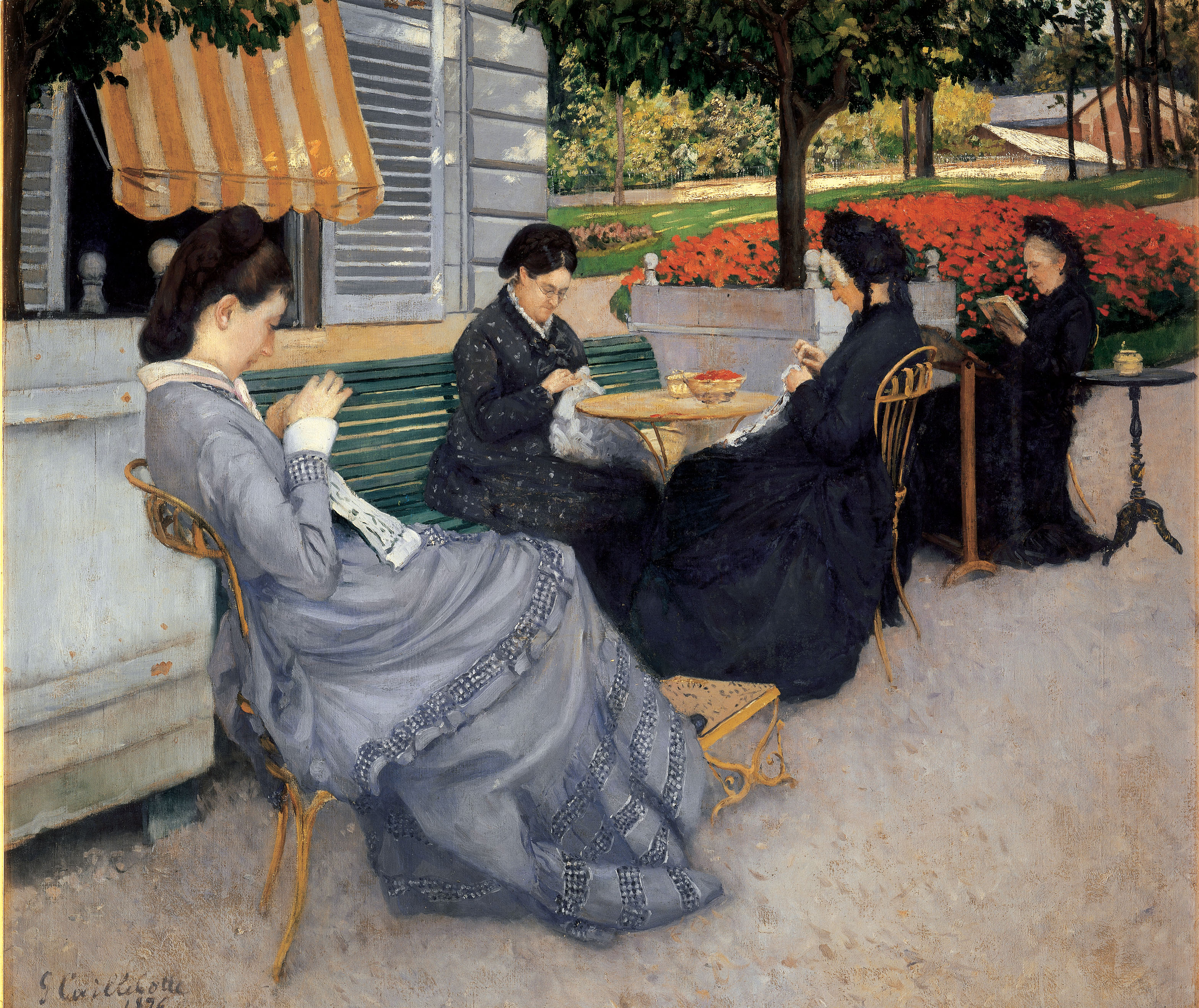
Gustave Caillebotte Portraits à la campagne (1876) Musée Baron Gérard di Bayeux

Approfondire la conoscenza dei luoghi descritti da Proust permette di capire meglio la sua capacità di trasfigurare la realtà pur restandole fedele.
È importante conoscere i luoghi proustiani perché l'enorme sensibilità dello scrittore ha avuto spesso contraccolpi in base ai mutamenti d'abitazione. Nello stesso modo i luoghi a lui cari sono stati largamente inseriti nelle sue opere. Molti ammiratori di Proust amano ripercorrere le strade e i luoghi da lui frequentati.

### Proust e il denaro
Alla morte della madre l'eredità venne divisa tra i due fratelli Proust. Jean-Yves Tadié, importante biografo, ha calcolato sulla base della minuta della successione presso il notaio, in valori 1990, un capitale di 42 milioni di franchi francesi (il cambio era di circa 300 lire e quindi sono circa 12 miliardi di lire, oggi circa 6 milioni di euro) a disposizione di Marcel Proust.
Come investitore Proust appartiene alla categoria che compra quando un titolo sale e vende quando scende. La Borsa lo distrae dall'impegno della scrittura (così come il casinò d'estate ove gioca molto), e la sua sensibilità lo spinge verso titoli con un bel nome fantasioso ed esotico: Ferrovie del Messico, Miniere d'oro australiane, Ferrovie del Tanganica, Tram, Light and Power di Buenos Aires sono i suoi preferiti.

Nel 1914, alla vigilia della grande guerra, Proust perse molto denaro per il ribasso che le Borse ebbero in quel periodo.
Così Marcel è considerato completamente incapace di "fare il contabile", di capire appieno il valore del denaro: è molto generoso, dà mance e regali principeschi. Nel suo animo non tiene in alta considerazione i beni materiali, in particolare i mobili, le case (con il fratello terrà solo per 12 anni la casa dei genitori) e le collezioni.
In tutta la Recherche in sostanza non ci sono numeri, né tanto meno prezzi (nel Tempo ritrovato dice: «Le opere che contengono teorie sono come oggetti su cui si sia lasciato il prezzo») e neppure le date in cui avvengono i fatti. Anche se questo può essere attribuito più alla volontà di Proust di rendere la propria opera universale. Il meccanismo di immedesimazione del lettore verrebbe disturbato da una continuo collocazione dei fatti nella storia.

### Verso il romanzo
In questi anni, oltre a scrivere articoli di cronaca mondana, nati dall'assidua frequentazione dei salotti borghesi e aristocratici, Proust pubblicò dei pastiches di altri scrittori, in un esercizio di imitazione che potrebbe averlo aiutato a mettere a punto lo stile personale. Nel 1908 cominciò a dedicarsi a diversi frammenti che più tardi sarebbero confluiti nel libro Contre Sainte-Beuve. In una lettera del 5 o 6 maggio scrisse: "Ho in cantiere: / uno studio sulla nobiltà / un romanzo parigino / un saggio su Sainte-Beuve e Flaubert / un saggio sulle donne / un saggio sulla pederastia (non sarà facile pubblicarlo) / uno studio sulle vetrate / uno studio sulle pietre tombali / uno studio sul romanzo".
Da questi materiali disparati cominciò a prendere forma un testo narrativo, la cui trama a grandi linee era centrata su un io narrante, insonne, che di notte ricorda come da bambino aspettava che la madre venisse a chiamarlo la mattina. Il romanzo si sarebbe dovuto concludere con un esame critico di Sainte-Beuve e con la confutazione della sua teoria che per comprendere l'opera di un artista lo strumento più importante sia la biografia. Nel manoscritto incompiuto ci sono molti elementi che corrispondono a parti della Ricerca: in particolare, alle sezioni "Combray" e "Un amore di Swann" del volume primo, e alla sezione finale del volume settimo.
La difficoltà di trovare un editore, e un graduale cambiamento nell'impostazione del romanzo, indussero Proust a rivolgersi a un progetto diverso che contenesse tuttavia molti temi ed elementi di quello abbandonato.

### L'opera più celebre: laRecherche

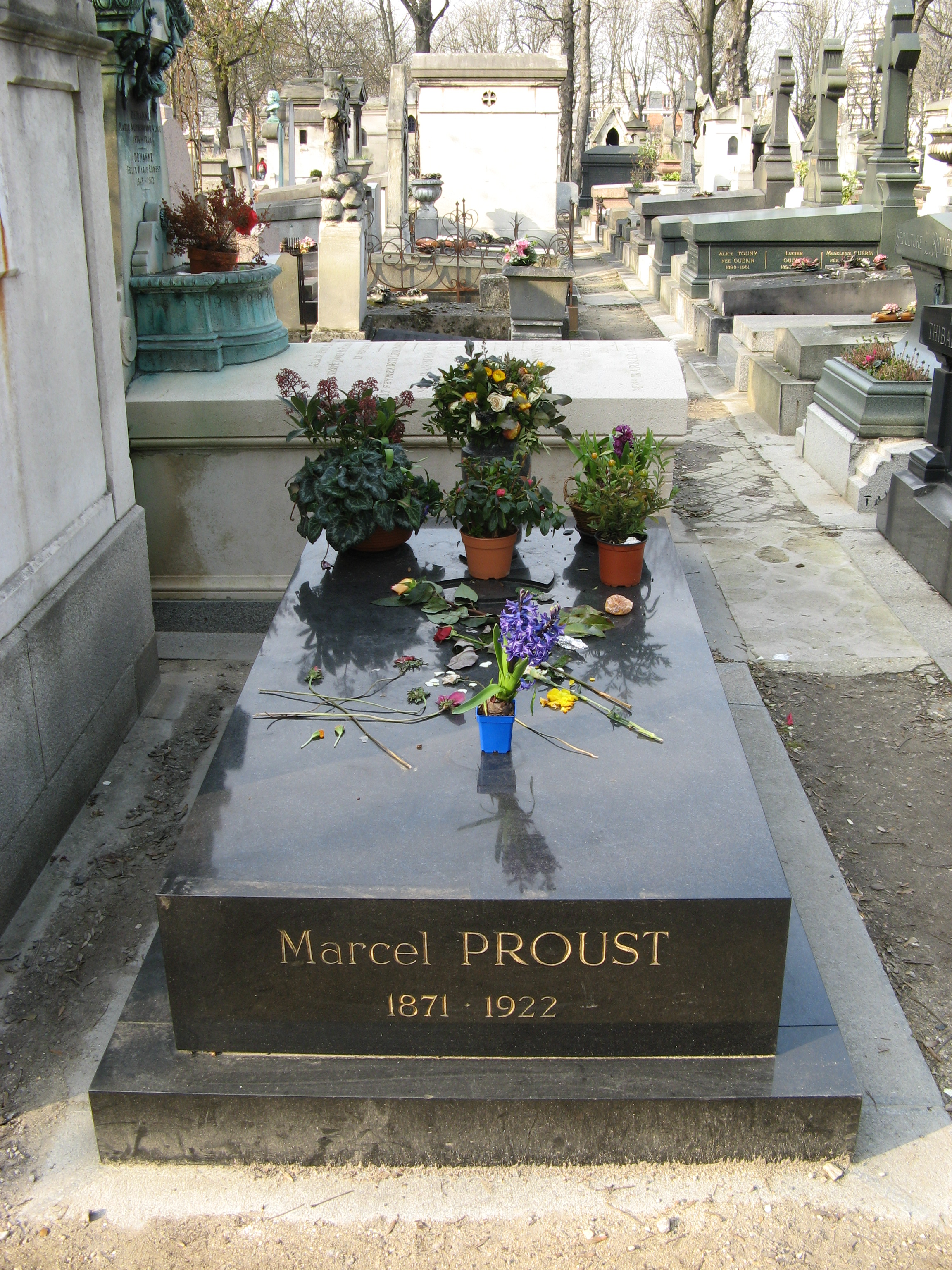
La tomba di Proust

Alla ricerca del tempo perduto (À la recherche du temps perdu) è un romanzo scritto tra il 1909 e il 1922 e pubblicato nell'arco di quattordici anni, tra il 1913 e il 1927, gli ultimi tre volumi postumi.
L'opera è suddivisa per motivi editoriali in sette volumi:
- Dalla parte di Swann (1913)
- All'ombra delle fanciulle in fiore (premio Goncourt, 1919)
- I Guermantes (1920)
- Sodoma e Gomorra (1921-1922)
- La prigioniera (1923)
- La fuggitiva o anche Albertine scomparsa (1925)
- Il tempo ritrovato (1927)

In Dalla parte di Swann Proust ha inserito un vero e proprio "romanzo nel romanzo" con il titolo Un amore di Swann.
Iniziato nel 1909, il romanzo Alla ricerca del tempo perduto venne elaborato durante anni di volontaria reclusione nella casa di Boulevard Haussmann, nei quali Proust, la cui salute già cagionevole era peggiorata, lavorava di notte, scrivendo a letto nella stanza foderata di sughero per isolamento acustico. Questa è ora riprodotta nel Museo Carnavalet di Parigi.
Il primo volume, Du côté de chez Swann (Dalla parte di Swann) fu respinto dall'editore Gallimard su consiglio di André Gide, e venne edito a spese dell'autore da Grasset (1913). Il 30 maggio 1914, in un incidente aereo, Proust perse il segretario e compagno, Alfred Agostinelli. Il dolore per questa perdita si riflette in alcune pagine della Ricerca.
Le edizioni Gallimard accettarono il secondo volume, À l'ombre des jeunes filles en fleurs (All'ombra delle fanciulle in fiore), che valse a Proust nel 1919 il premio Goncourt. Ricevette moltissime lettere di congratulazioni e si decise ad uscire di casa per frequentare le personalità presenti nella Parigi del dopoguerra. Nell'agosto del 1920 uscì il terzo volume, la prima parte di Le côté de Guermantes (I Guermantes), e nel 1921 la seconda parte insieme alla prima parte del quarto volume, Sodome et Gomorrhe (Sodoma e Gomorra). La sua salute peggiorava rapidamente, ma Proust non cessò di lavorare ai volumi successivi. Nell'aprile 1922 fu pubblicata la seconda parte di Sodome et Gomorrhe.
Il 18 novembre 1922, per una bronchite mal curata, Marcel Proust morì. Venne sepolto nel cimitero parigino di Père-Lachaise.
Gli ultimi tre volumi, alle cui bozze si era dedicato instancabilmente senza però completarne la revisione, furono pubblicati postumi a cura del fratello Robert.
Il famoso ritratto di Marcel Proust eseguito da Jacques-Émile Blanche nel 1892 è conservato nel Musée d'Orsay di Parigi. Tutti i manoscritti delle opere letterarie di Marcel Proust sono conservati presso la Biblioteca nazionale di Francia.

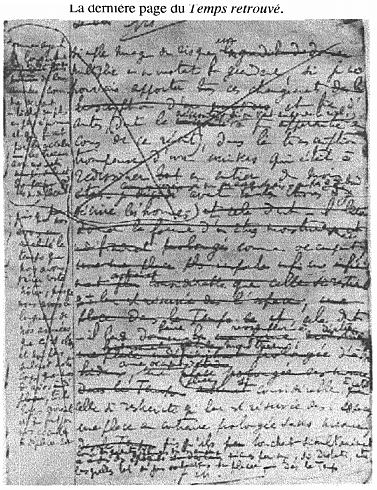
Ultima pagina della Recherche

### Altre opere
- I piaceri e i giorni (Les Plaisirs et les Jours, 1896), Prefazione di Anatole France, tradotta da Marise Ferro (1946), Claudio Rendina (1972), e Mariolina Bongiovanni Bertini (1988). [prosimetro: poemi in prosa e novelle]
- L'indifferente (L'indifférent, novella del 1893, pubblicata nel 1896, dimenticata e ritrovata nel 1978), tradotta da Mariolina Bongiovanni Bertini (1978) e Fabio Carosi (1996).
- Precauzione inutile (Précaution inutile, 1922, versione ridotta della Prisonnière), a cura di Maurizio Ferrara, Firenze, Passigli, 2009, ISBN 978-88-368-1146-5.
- L978-88-368-1146-5.
- La confessione di una ragazza. Tutti i racconti, a cura di Maurizio Ferrara, Firenze, Passigli, 2022, ISBN 9788836819409.
- Jean Santeuil, romanzo incompiuto al quale lavorò dal 1895 al 1900, sorta di stesura primordiale della Recherche, inedito fino al 1952. [pubblicato in italiano nelle traduzioni di Franco Fortini del 1953, uscita anche per Mondadori, e quella recente di Salvatore Santorelli, per Theoria, nel 2018]
- nel 1982 verranno raccolte le Poèmes (in italiano Poesie tradotte da Franco Fortini per Einaudi (Torino, 1983), da Luciana Frezza per Feltrinelli (Milano, 1993) ISBN 88-07-82080-3 e da Roberto Bertoldo per Mimesis (Milano 2018) ISBN 978-88-5754-666-7
- Scritti giovanili: 1887-1895 (Ecrits de jeunesse 1887-1895, 1991), edizione francese a cura di Anne Borrel, trad. e cura di Barbara Piqué, Introduzione di Alberto Beretta Anguissola, Collana Saggi di letteratura, Milano, Arnoldo Mondadori Editore, 1992, ISBN 88-04-35733-9.
- Le Mensuel retrouvé, précédé de «Marcel avant Proust» de Jérôme Prieur (sous-titré Inédits), éditions des Busclats, novembre 2012, ISBN 978-2361660130.
- Mort de ma grand-mère, suivie d'une conclusion de Bernard Frank, Grenoble, Éditions Cent Pages, 2013, ISBN 978-2-9163-9041-3.
- Il corrispondente misterioso (Le Mystérieux Correspondant et autres nouvelles retrouvées, 2019), traduzione di Margherita Botto, a cura di Luc Fraisse, Collezione I Libri della Spiga, Milano, Garzanti, 2021, ISBN 978-88-118-1863-2. [9 novelle inedite]
- I 75 fogli (Les Soixante-Quinze Feuillets et autres manuscrits inédits, 2021), Edizione stabilita da Nathalie Mauriac Dyer, Prefazione di Jean-Yves Tadié, traduzione di Anna Isabella Squarzina con la collaborazione e l'introduzione di Daria Galateria, Collana Oceani, Milano, La nave di Teseo, 2022, ISBN 978-88-346-0961-3.

### Prefazioni
Le prefazioni alle due opere (tradotte in francese da Proust stesso) dello scrittore inglese John Ruskin:
- La Bible d'Amiens (1904); a sua volta tradotta in italiano da Salvatore Quasimodo (La Bibbia di Amiens, Milano: Bompiani, 1946);
- Sésame et les lys (1906); in italiano Sesamo e i gigli, tradotta da Dora Prunetti (1907) e da Silvio Spaventa Filippi (1917 e 1939), ma il commento di Proust, con prefazione di Giovanni Macchia è stato pubblicato da solo a cura di Barbara Piqué nel 1982 presso l'Editoriale nuova di Milano.

Altre sue due prefazioni furono a:
- Jacques-Émile Blanche, Propos de peintre (1919);
- Paul Morand, Tendres stocks (1921), Teneri incontri, tradotto da Maria Elisa Della Casa per Firenze: Passigli, 1995 ISBN 88-368-0318-0.

### Articoli e Saggi
- Mélancolique villégiature de Madame de Breyves (1893), tradotta da Beniamino Dal Fabbro col titolo Malinconica villeggiatura, 1945.
- Portraits de peintres (1896), col titolo Pittori, tradotto da Paolo Serini, Abscondita, 2006.
- Sur la lecture (1905), in italiano Del piacere di leggere tradotto da Paolo Serini, Il Melangolo, Genova, 1989, ISBN 88-7018-102-2; a cura di Anna Luisa Zazo, Mondadori, 1995; a cura di Cesare Salmaggi e Luisa Cortese, Milano, Net, 2002, ISBN 88-515-2026-7.
- Pastiches et mélanges (1919) e Croniques (1927), entrambi in Scritti mondani e letterari, a cura di Mariolina Bongiovanni Bertini, Collana Millenni, Torino, Einaudi, 1984.
- Il caso Lemoine, a cura di Maurizio Ferrara, Firenze, Passigli, 2022, ISBN 9788836819805.
- Contre Sainte-Beuve, saggio iniziato nel 1908 e lasciato incompiuto che verrà pubblicato postumo nel 1954 assieme a Nouveaux mélanges e poi nel 1971 con gli Essais et articles (in italiano esiste una parte di questi saggi, tradotti da Paolo Serini e Mariolina Bongiovanni Bertini con introduzioni di Francesco Orlando e Mariolina Bongiovanni Bertini, presso Einaudi (1974).
- "Jalousie" del 1921, traduzione italiana a cura di Cristiana Fanelli col titolo Gelosia, introduzione di Daria Galateria, Editori Riuniti, 2010; nuova ed. riveduta, Roma, Castelvecchi, 2021, ISBN 978-88-329-0526-7.
- altri Textes retrouvé uscirono nel 1968 e Les Pastiches nel 1970.
- nel 1976 uscì il quaderno inedito Le Carnet de 1908.
- Giornate di lettura (scritti critici e letterari), a cura di Paolo Serini, Collana Saggi, Torino, Einaudi, 1958.
- Il fantasma del bello. Scritti sulle arti, a cura di L. Salvarani, Milano, Medusa Edizioni, 2008, ISBN 978-88-76-98167-8.
- Saggi, a cura di Mariolina Bongiovanni Bertini e Marco Piazza, Collana La Cultura, Milano, Il Saggiatore, 2015, ISBN 978-88-42-82095-6. [ristampa degli Scritti mondani e letterari, usciti nei Millenni Einaudi nel 1984, con l'aggiunta di alcuni frammenti narrativi recuperati dai «Cahiers Sainte-Beuve» , ossia quaderni redatti attorno al 1909]
- I salotti di Parigi, a cura di Maurizio Ferrara, Firenze, Passigli, 2022, ISBN 9788836819256.

### Le lettere
Sono usciti 6 volumi di Correspondance générale:
- I (con Robert de Montesquiou 1893-1921), nel 1930
- II (con Anna de Noailles 1901-1919), nel 1931
- III (con Sydney Schiff, Paul Souday, J.-E. Blanche, Camille Vetard, Jacques Boulenger, Louis-Martin Chauffier, Ernst Robert Curtius, Louis Gautier-Vignal), nel 1932
- IV (con Pierre Lavallée, Jean-Louis Vaudoyer, Robert de Flers, Armand de Caillavet, Bertrand de Salignac-Fénélon, René Boylesve, Élémir Bourges, Henri Duvernois, Robert Dreyfus), nel 1933
- V (con Walter Berry, Clément de Maugny, il conte V. d'Oncien de la Batie, Pierre de Chevilly, Philip Sassoon, Antoine Bibesco, Madame de Mornard, Laure Hayman, Marie Scheikévitch), nel 1935
- VI (con Émile Straus e quelques dédicaces), nel 1936

Altre raccolte di lettere:
- Lettres à une amie (a Marie Nordlinger), uscito nel 1942
- A un ami (Correspondance inédite 1903-22), nel 1948
- Lettres à André Gide, nel 1949, in italiano tradotte a cura di Lucia Corradini (Milano: SE, 1987) ISBN 88-7710-074-5 ISBN 88-7710-466-X
- Correspondance avec sa mère (1887-1905), nel 1953, e di nuovo nel 1992, in italiano parzialmente tradotta da Umberto Pasti (Milano: La tartaruga, 1986) ISBN 88-7738-007-1
- Correspondance Marcel Proust-Jacques Rivière 1914-22, nel 1955 e in nuova ed. nel 1976
- Lettres à Reynaldo Hahn, nel 1956
- Lettres retrouvées, nel 1966
- Correspondance Marcel Proust-Gaston Gallimard 1912-1922, nel 1989, in italiano tradotte da Daniella Selvatico Estense, con prefazione di Carlo Bo (Milano: Mursia, 1993) ISBN 88-425-1545-0
- Mon cher petit: Lettres à Lucien Daudet, nel 1991, tradotte da Francesco Bruno come Mio piccolo caro: lettere a Lucien Daudet, 1895-1897, 1904, 1907, 1908 (Milano: Archinto, 1994) ISBN 88-7768-119-5
- Correspondance avec Daniel Halévy, nel 1992

Philip Kolb ha curato la pubblicazione di 21 volumi di Correspondance, (Plon, 1970-1993).
Lo stesso Kolb ha pubblicato un'antologia in quattro volumi di Selected Letters, (HarperCollins, 1983-2000)
- vol. 1: 1880-1903 (1983);
- vol. 2: 1904-1909 (1989);
- vol. 3: 1910-1917 (1992);
- vol. 4: 1918-1922 (2000).

Una scelta di lettere d'argomento poetico-letterario è stata pubblicata a cura di Françoise Leriche, (Plon 2004).
In italiano sono state pubblicate due antologie: Lettere a cura di Luciano Anselmi (Firenze: La Nuova Italia, 1972) e Le lettere e i giorni: dall'epistolario 1880-1922, a cura di Giancarlo Buzzi, introduzione di Giovanni Raboni, nella collana "I Meridiani" (Milano: Mondadori, 1996).

## Proust e la critica letteraria
Decine di critici letterari in tutto il mondo hanno dedicato i loro studi all'opera di Proust. La critica letteraria si è evoluta con il tempo, dando di volta in volta preminenza ad aspetti diversi degli scritti di Proust.

### La critica letteraria nel Novecento
Nel Novecento i critici hanno privilegiato, di Proust, la padronanza della sintassi, le leggi che regolano il suo periodare, la struttura del racconto e il suo procedere, la costruzione dei personaggi e le loro somiglianze con persone reali che Proust conosceva.
In ambito internazionale si può segnalare la lettura mimetica dell'opera di Proust da parte dell'antropologo francese René Girard.
Tra i più importanti critici italiani che hanno scritto su Proust vanno ricordati:
- Giacomo Debenedetti, che già nel 1925 scriveva un lungo saggio su Proust e indicava: «Proust: ormai tutti sanno di che si tratta»;
- Giovanni Macchia, che ha scritto L'angelo della notte
- Pietro Citati, con il saggio La colomba pugnalata;
- Giovanni Raboni, poeta, che ha tradotto l'intera Recherche di Proust per la collana I Meridiani della Mondadori.

Una rassegna di critica italiana a Proust è in Paolo Pinto e Giuseppe Grasso (a cura di), Proust e la critica italiana, Newton Compton, Roma, 1990 (contributi di Lucio D'Ambra, Giuseppe Ungaretti, Emilio Cecchi, Ugo Ojetti, Maria Luisa Belleli, Adriano Tilgher, Benedetto Croce, Giacomo Debenedetti, Vittorio Lugli, Giuseppe Raimondi, Carlo Bo, Pietro Paolo Trompeo, Mario Praz, Giacomo Devoto, Franco Simone, Sergio Solmi, Giulio Carlo Argan, Enzo Paci, Mario Bonfantini, Gianfranco Contini, Costanza Pasquali, Lorenza Maranini, Glauco Natoli, Giorgetto Giorgi, Alberto Arbasino, Luigi Magnani, Franco Fortini, Alberto Moravia, Francesco Orlando, Alberto Beretta Anguissola, Enrico Guaraldo, Giovanni Macchia, Pietro Citati, Mariolina Bongiovanni Bertini e Paola Pacella Sommella).

#### Studi in francese
- Pierre Abraham, Proust, Rieder, 1930
- Maurice Bardèche, Marcel Proust romancier, Les Sept Couleurs, 1971
- Samuel Beckett, Proust, saggio composto in inglese nel 1930, tradotto in francese da É. Fournier, Éditions de Minuit, 1990 e in italiano da Carlo Gallone, prefazione di Sergio Moravia, SugarCo, Milano 1978
- Annick Bouillaguet, Brian G. Rogers (dir.), Dictionnaire Marcel Proust, Honoré Champion, coll. «Dictionnaires et références», 2004
- Georges Cattaui, Marcel Proust, Proust et son Temps, Proust et le Temps, prefazione di Daniel-Rops, Julliard, 1953
- Philippe Chardin, Proust ou le bonheur du petit personnage qui compare, Honoré Champion, 2006.
- Philippe Chardin, Originalités proustiennes, Kimé, 2010.
- Pietro Citati, La Colombe poignardée, Proust et la Recherche, Gallimard, 1997
- Gilles Deleuze, Proust et les signes, Presses universitaires de France, 1970
- Ghislain de Diesbach, Proust, Perrin, 1991
- Roger Duchêne, L'Impossible Marcel Proust, Robert Laffont, 1994
- Michel Erman, Marcel Proust, Fayard, 1994
- Michel Erman, Le Bottin des lieux proustien, La Table ronde, 2011
- Ramon Fernandez (dir.), Hommage à Marcel Proust, Gallimard, coll. «Les Cahiers Marcel Proust», 1, 1927
- Ramon Fernandez, À la gloire de Proust, Éditions de La Nouvelle Revue Critique, 1943; riedito da Éditions Grasset & Fasquelle con il titolo Proust, 2009 ISBN 978-2-246-07522-6.
- Luc Fraisse, L'Éclectisme philosophique de Marcel Proust, Paris, Presses universitaires de Paris-Sorbonne, collana "Lettres françaises", 2013.
- Cyril Grunspan, Marcel Proust. Tout dire, Portaparole, 2005.
- Edmond Jaloux, Avec Marcel Proust, La Palatine, Genève, 1953
- Yves Lelong, Proust, la santé du malheur, Paris, Séguier, 1987.
- Giovanni Macchia, L'Ange de la Nuit (Sur Proust), Éditions Gallimard|Gallimard, 1993
- Diane de Margerie, Proust et l'obscur, Albin Michel, 2010
- Claude Mauriac, Proust, coll. « Écrivains de toujours», Éditions du Seuil, 1953
- François Mauriac, Du côté de chez Proust, La Table ronde, 1947
- Nathalie Mauriac Dyer, Proust inachevé, le dossier Albertine disparue, Honoré Champion, 2005
- André Maurois, À la recherche de Marcel Proust, Hachette, 1949
- André Maurois, Le Monde de Marcel Proust, Hachette, 1960
- Mireille Naturel et Patricia Mante-Proust, Marcel Proust. L'Arche et la Colombe, Michel Lafont, 2012
- George Painter, Marcel Proust, 2 voll., Mercure de France, 1966-1968, traduit de l'anglais et préfacé par Georges Cattaui; édition revue, en un volume, corrigée et augmentée d'une nouvelle préface de l'auteur, Mercure de France, 1992
- Christian Péchenard, Proust à Cabourg, Quai Voltaire 1992, Proust et son père, Quai Voltaire 1993, Proust et Céleste, Éditions de la Table ronde|La Table Ronde, 1996. Queste tre opere sono riunite in un unico volume: Proust et les autres, La Table Ronde, 1999
- Gaëtan Picon, Lecture de Marcel Proust, Mercure de France, 1963
- Léon Pierre-Quint, Marcel Proust, sa vie, son œuvre, Sagittaire, 1946
- Henri Raczymow, Le Cygne de Proust, Gallimard, collana "L'Un et l'autre", 1990.
- Henri Raczymow, Le Paris retrouvé de Marcel Proust, Parigramme, 1995.
- Henri Raczymow,  Notre cher Marcel est mort ce soir, Denoël, 2013.
- Jean-François Revel, Sur Proust, Collection «Les Cahiers rouges»,  Grasset & Fasquelle, 1987
- Jean-Pierre Richard, Proust et le monde sensible, Éditions du Seuil, 1974
- Ernest Seillière, Marcel Proust, Éditions de La Nouvelle Revue critique, 1931
- Anne Simon, Proust ou le réel retrouvé, Paris, Presses universitaires de France, 2000
- Jean-Yves Tadié, Marcel Proust (Proust et le roman, 1978), trad. di Federica Grossi, Collana La Cultura n.26, Milano, Il Saggiatore, 1985.
- Jean-Yves Tadié, Vita di Marcel Proust (Marcel Proust. Biographie, 1996), Premessa e trad. di Giovanni Bogliolo, Milano, Mondadori, 2002, ISBN 978-88-045-0312-5.
- Davide Vago, Proust en couleur, coll. «Recherches proustiennes», Honoré Champion, 2012
- Edmund White, Marcel Proust (2001), trad. di D. Mengo, Collana Le Comete, Torino, Lindau, 2010, ISBN 978-88-718-0860-4.

### La critica letteraria nel XXI secolo
A ottant'anni dalla morte di Proust la critica letteraria tende ora a mostrare la sua capacità di insegnare come affrontare la vita, privilegiando la sua sapienza.
Basti ricordare due libri recenti:
- Alain de Botton con Come Proust può cambiarvi la vita: già il titolo spiega l'intento dell'autore.
- Harold Bloom, critico letterario americano, nel libro La saggezza dei libri individua una serie di libri/autori che in tremila anni hanno contribuito ad aiutarci a raggiungere la saggezza, e scrive: «Mettersi a competere con Omero, Shakespeare e Proust è un'impresa disperata, salvo che a farlo non siano Eschilo, Cervantes e Joyce». I libri/autori che costituiscono la letteratura sapienziale secondo Harold Bloom sono la Bibbia; Omero e Platone; Dante; Cervantes e Shakespeare; Montaigne e Francesco Bacone; Samuel Johnson e Goethe; Emerson e Nietzsche; Freud e Proust.

### Periodici
Si occupano di Proust le seguenti riviste:
- Cahiers Marcel Proust, 1927-1935 (prima serie)
- Cahiers Marcel Proust, 1971-1987 (seconda serie)
- Bulletin Marcel Proust, dal 1950- indice sul sito
- Bulletin d'informations proustiennes, dal 1975- indice sul sito
- La Revue des Lettres Modernes. Série Marcel Proust, dal 1992-
- Marcel Proust Aujourd'hui, dal 2003- indice sul sito

### Testimonianze e foto dell'autore
- Il libro di Giuseppe Scaraffia, Marcel Proust, Studio Tesi, Pordenone, 1992, raccoglie testimonianze e fotografie.
- Altre fotografie sono in Album Proust, a cura di Pierre Clarac e André Ferré nella collana "Pléiade" (1965) e in
- Marcel Proust: documents iconographiques, a cura di Georges Cattaui, Genève: Pierre Cailler, 1956.
- L'amata cameriera, Céleste Albaret, dopo molti anni di silenzio ha deciso di parlare di lui scrivendo Monsieur Proust (1973), in italiano nella traduzione di Augusto Donaudy, Milano: SE, 2004
- Évelyne Bloch-Dano ha scritto una biografia della madre dello scrittore, Madame Proust, Grasset, Paris, 2004
- Lorenza Foschini ha scritto un libro sul cappotto di Proust, Il cappotto di Proust, Portaparole, Roma, 2008.
- Richard Davenport-Hines ha scritto Proust au Majestic che ricostruisce i ricevimenti della borghesia parigina all'hotel Majestic negli anni venti (tra gli ospiti anche Proust).

### Il Proust di Józef Czapski
Tra il 1940 e 1941, nel campo di prigionia sovietico di Grjazovec nella Russia occidentale, Józef Czapski, pittore e scrittore polacco, tenne una serie di incontri con i suoi compagni di prigionia parlando della Recherche di Proust, avendo a sua disposizione solo la propria memoria. Józef Czapski fu uno dei pochi ufficiali polacchi - appena 395 su circa 20 000 - che scamparono al massacro di Katyn', perpetrato dai sovietici. Lo stesso Czapski scrive riguardo a questa esperienza le seguenti parole: 
Il ricordo di Józef Czapski è pubblicato nello smilzo libretto La morte indifferente: Proust nel gulag (ed. L'Ancora del Mediterraneo, 2005; titolo originale: Proust contre la déchéance). Nel 2015 l'Editore Adelphi lo ha tradotto, dalla versione francese scritta da Czapski, con il titolo Proust a Grjazovec.

## Film e televisione

### Film sulla vita di Proust
- Céleste di Percy Adlon (1980) racconta la vita di Proust dal 1912 al 1922, attraverso lo sguardo e la sensibilità di Céleste Albaret la sua governante in quel periodo
- 102 Boulevard Haussmann di Udayan Prasad (1990), film televisivo sceneggiato da Alan Bennett e ambientato durante la prima guerra mondiale
- Marcel Proust: A Writer's Life (1993), documentario televisivo per la regia di Sarah Mondale.
- Attilio Bertolucci ha realizzato un documentario sulla vita di Proust intitolato Alla ricerca di Marcel Proust (pubblicato con cassetta da ERI/RAI nel 2000, a cura di Giulio Ungarelli), dove compaiono alcuni amici dello scrittore e la stessa governante[15].
- Famous Authors: Marcel Proust (2001), documentario televisivo britannico della serie diretta da Malcolm Hossick su grandi scrittori.

### Film sullaRecherche
- Madame Aurélie (1955), di Wilm ten Haaf
- Les intermittences du coeur (1981), di Dirk Sanders, film musicale con coreografie di Roland Petit
- Un amore di Swann (Un amour de Swann, 1984), di Volker Schlöndorff
- Il tempo ritrovato (Le temps retrouvé, 1999), di Raoul Ruiz
- La captive (2000), di Chantal Akerman, miglior attrice EFA a Sylvie Testud
- Le intermittenze del cuore (2003), di Fabio Carpi
- Ici et là, di Maia Thiriet (2005), cortometraggio
- À la recherche du temps perdu (2011) di Nina Companeez, film TV

### Riferimenti a Proust
- A Proust è intitolato il cratere Proust su Mercurio[16].
- Il regista teatrale Gian Carlo Riccardi mette in scena uno spettacolo dal titolo Alla ricerca di Marcel Proust (1979) in cui recupera il tema della memoria, elemento centrale della ricerca dello scrittore[17].
- Il regista Sergio Leone in C'era una volta in America (1984) rende omaggio a Marcel Proust quale rievocatore della memoria. All'inizio del film, infatti, il personaggio interpretato da Robert De Niro, ormai maturo, torna nel bar della propria giovinezza e al barista che gli chiede cosa abbia fatto in tutti questi anni risponde: «Sono andato a letto presto» e solo dopo queste parole comincia a ricordare la sua giovinezza. È noto che Marcel Proust inizi il suo capolavoro con: «Per molto tempo sono andato a letto presto la sera».
- The Five Senses (1999) di Jeremy Podeswa, premiato al Toronto Film Festival, l'adolescente interpretata da Nadia Litz legge Proust.
- How Proust Can Change Your Life, regia di Peter Bevan (2000) è un film televisivo basato sul libro di Alain de Botton.
- Nel libro di José Saramago Le intermittenze della morte l'autore fa numerosi riferimenti allo scrittore francese, definendolo uno degli scrittori più grandi mai esistiti.
- Nel film Little Miss Sunshine (2006), il personaggio dello zio, interpretato da Steve Carell, si presenta come lo "studioso numero 1 di Marcel Proust": lo stesso film ha diversi riferimenti alla sua opera.
- Nel film The Transporter, Marcel Proust viene citato dall'ispettore Tarconi.
- Nel romanzo Pastorale americana di Philip Roth a pag. 49 l'autore cita l'episodio della madeleine e alcuni brevi passi della Recherche[18].
- La grande bellezza (2013) di Paolo Sorrentino premio Oscar e Golden Globe come miglior film straniero. Nel film Proust viene citato più volte; in una delle prime scene, una pseudo attrice afferma di voler lasciare la recitazione per scrivere un romanzo ispirato alla poetica di Proust[19]. Gli stessi personaggi del film sembrano assomigliare a personaggi di Proust, come il protagonista Jep interpretato da Toni Servillo assomiglia molto allo Swann di Proust.
- Il nome del personaggio Madeleine Swann del film Spectre (2015) di Sam Mendes è un chiaro riferimento all'opera di Proust.
- Nel film Cosmopolis di David Cronenberg tratto dall'omonimo romanzo di Don DeLillo il protagonista Eric Packer definisce la sua limousine "prousted" (nella versione italiana " proustata") alludendo al sistema insonorizzazione che isola i passeggeri dall'esterno come la stanza ricoperta di sughero in cui Proust scrisse Alla ricerca del tempo perduto.
- Il titolo del brano Marcel dell'album Merce funebre (2020) di Tutti Fenomeni è un riferimento a Proust, che viene altresì citato nel ritornello: "Libri di Proust accanto al bidet".

### Film sullaRecherchenon realizzati
- Joseph Losey cercò a lungo di realizzare la versione cinematografica della Recherche e ne affidò la sceneggiatura al grande drammaturgo inglese Harold Pinter che riuscì nell'opera. Nonostante il riconosciuto valore dello scritto il film non fu mai realizzato non avendo Losey potuto trovare i finanziatori negli anni sessanta. La sceneggiatura è stata pubblicata in tutto il mondo e costituisce ancora oggi un esempio di rara capacità di sintesi e di efficace trasposizione dal linguaggio letterario a quello cinematografico[20].
- Una sceneggiatura, su richiesta della produttrice Nicole Stéphane, fu scritta da Ennio Flaiano; venne pubblicata[21].
- Anche Luchino Visconti, nei primi anni settanta, cercò di portare sul grande schermo l'opera di Proust ed anche in questo caso la sceneggiatura[22], scritta dallo stesso regista insieme a Suso Cecchi D'Amico e a Enrico Medioli, non trovò sufficienti finanziamenti. Comunque restano alcuni bozzetti di Piero Tosi per i costumi e le fotografie di Claude Schwartz[23] che accompagnò il regista in una prima esplorazione dei luoghi di ripresa. Tra gli interpreti contattati[24] da Visconti c'erano Alain Delon (che avrebbe dovuto fare Marcel), Greta Garbo, Silvana Mangano e Romolo Valli.